# Pretty in Black
Pretty in Black je druhé studiové album dánského dua The Raveonettes. Vydala jej v květnu roku 2005 společnost Columbia Records a jeho producenty byli Sune Rose Wagner a Richard Gottehrer. Nahráno bylo ve studiu Allaire Studios ve vesnici Shokan v New Yorku. Na albu se podílelo několik hostů, včetně bubenice Maureen Tuckerové, zpěvačky Ronnie Spectorové a Martina Reva.

## Seznam skladeb
| Pořadí | Název               | Délka |
| ------ | ------------------- | ----- |
| 1.     | The Heavens         | 3:55  |
| 2.     | Seductress of Bums  | 3:49  |
| 3.     | Love in a Trashcan  | 2:51  |
| 4.     | Sleepwalking        | 3:28  |
| 5.     | Uncertain Times     | 3:58  |
| 6.     | My Boyfriend's Back | 2:39  |
| 7.     | Here Comes Mary     | 3:02  |
| 8.     | Red Tan             | 3:48  |
| 9.     | Twilight            | 3:35  |
| 10.    | Somewhere in Texas  | 4:27  |
| 11.    | You Say You Lie     | 2:55  |
| 12.    | Ode to L.A.         | 3:17  |
| 13.    | If I Was Young      | 2:46  |

## Obsazení
- Sune Rose Wagner – zpěv, kytara, syntezátor, perkuse, bicí, baskytara, programování
- Sharin Foo – zpěv, perkuse
- Anders Christensen – baskytara, perkuse, varhany
- Manoj Ramdas – kytara
- Jakob Hoyer – bicí, perkuse
- Maureen Tuckerová – bicí (1, 8, 11, 12)
- Ronnie Spectorová – zpěv (12)
- Stella Psaroudakis
- Martin Rev